# Avenue Koutouzov
L'avenue Koutouzov (en russe : Кутузовский проспект, Koutouzovski prospekt) est une voie principale de Moscou.

## Situation et accès
Située dans le district administratif ouest, dans les districts municipaux de Dorogomilovo et de Fili-Davydkovo, elle s'étend sur une distance de 8,3 kilomètres. Elle débute du côté ouest du pont Novoarbatski, qui la relie à la nouvelle rue Arbat et enjambe la rivière Moskova, jusqu'à l'intersection des autoroutes Aminevskoïe et Roublevskoïe ; à partir de ce point, la route porte le nom de Mojaïskoïe.

## Origine du nom
L'avenue est baptisée Koutouzov en 1957, en l'honneur de Mikhaïl Koutouzov, général en chef de l'armée impériale russe lors de l'invasion française de la Russie.

## Bâtiments remarquables et lieux de mémoire
- no 2 : Hôtel Ukraine ;

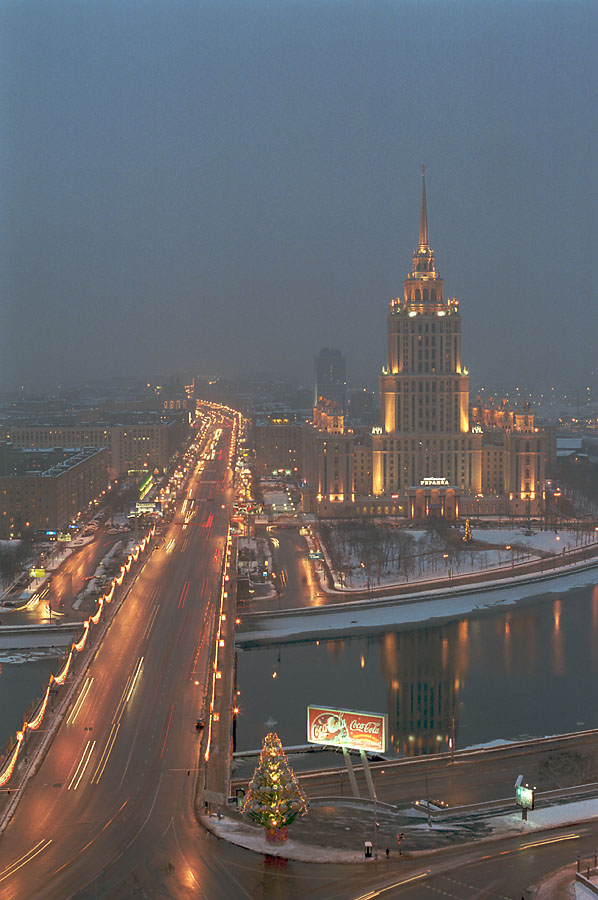
Avenue Koutouzov la nuit (à droite l'hôtel Ukraine).

- no 26 : immeuble d'habitation où ont logé Léonid Brejnev[2], Mikhaïl Souslov et Iouri Andropov[3] ;
- no 38 : musée-panorama de la bataille de Borodino[4] ;
- l'Arc de triomphe du mont Poklonnaïa et le parc de la Victoire[5] ;
- le musée de la Grande Guerre patriotique et le park Pobedy.